# Nemognatha bridwelli
Nemognatha bridwelli är en skalbaggsart som beskrevs av Wellman 1912. Nemognatha bridwelli ingår i släktet Nemognatha och familjen oljebaggar. Inga underarter finns listade i Catalogue of Life.